# Loi de puissance
Ne doit pas être confondu avec Loi en puissance.

La distribution d'une loi de puissance, correspondant à un classement de popularité des sites web. À gauche la zone verte illustre le principe des 80-20 du principe de Pareto. À droite la queue de la distribution illustre l'effet longue traîne.

La loi de puissance est une relation mathématique entre deux quantités mise au point par l'ingénieur anglais Frederick Lanchester,. Si une quantité est la fréquence d'un évènement et l'autre est la taille d'un évènement, alors la relation est une distribution de la loi de puissance si les fréquences diminuent très lentement lorsque la taille de l'évènement augmente.
En science, une loi de puissance est une relation entre deux quantités x et y qui peut s'écrire de la façon suivante :
{\displaystyle y=ax^{k}}
où a est une constante dite constante de proportionnalité, k, valeur négative, est une autre constante, dite exposant, puissance, indice ou encore degré de la loi et x nombre réel strictement positif.
On observe des lois de puissance dans beaucoup de domaines scientifiques (physique, biologie, psychologie, sociologie, économie, linguistique). Elles permettent en effet de décrire tous les phénomènes qui présentent une invariance d'échelle. Le terme anglais power law est parfois aussi utilisé en français.

## Propriétés

### Invariance d'échelle
L'une des caractéristiques des lois de puissance est leur invariance d'échelle. Le phénomène est le suivant : pour un changement d'échelle de la variable, la fonction est seulement multipliée par un coefficient :
{\displaystyle f(cx)=a(cx)^{k}=c^{k}f(x)\propto f(x).\!}
Ainsi toutes les lois de puissance de même exposant sont équivalentes à un facteur constant près.

### Tracé logarithmique
Sur un graphique aux échelles logarithmiques, le graphe d'une loi de puissance est une droite. En effet, la relation ci-dessus peut s'écrire :
{\displaystyle \log(y)=k\log(x)+\log(a)\,\!}
En posant {\textstyle X=\log x}, et {\textstyle Y=\log y}, on trouve l'équation d'une fonction affine {\textstyle Y=\alpha X+\beta }  dont la pente {\textstyle \alpha } est la valeur de l'exposant k et l'ordonnée à l'origine {\textstyle \beta } est le logarithme de la constante de proportionnalité a.

### Loi de puissance statistique
Elle est facilement confondue avec la loi de probabilité log-normale car elles sont toutes les deux asymptotiques. Pour éviter cet écueil on peut utiliser des méthodes bayesiennes ou de test statistique d'hypothèse. La caractérisation par un graphique en échelle logarithmique peut prêter à confusion avec une distribution log-normale, une règle simple pour les différencier est de vérifier que le tracé log-log est droit sur au moins trois ordres de grandeurs.

## Modélisation
De nombreux phénomènes peuvent être modélisés par une loi de puissance. On donne ici quelques exemples.

### Sociologie et psychologie
- La loi de puissance s'observe dans les wikis suivant la règle des 90-9-1 : 90 % de la population utilisatrice ne contribue pas ; 9 % sont des contributeurs occasionnels et 1 % de la population totale contribue régulièrement.
- La loi de Stevens, qui donne une relation entre la perception et la stimulation, s'écrit comme une loi puissance.

### Physique
- En thermodynamique, la loi de Stefan-Boltzmann donne une relation entre la fonction d'énergie et la température.
- Frederick Lanchester a établi qu'avec des armes agissant à distance, les dégâts dans un combat entre plusieurs assaillants sont proportionnels au carré de la taille des effectifs[4],[5] (phénomène dit d'« attrition » décrit par les lois de Lanchester).

### Réseaux
Certains réseaux, comme Internet, peuvent être modélisés par ce que l'on appelle réseau invariant d'échelle, où les degrés du graphe suivent une loi de puissance.

### Systèmes dynamiques
De nombreux systèmes dynamiques, continus ou discrets, font intervenir des lois de puissance, notamment lors de l'existence de transitions de phase. C'est le cas par exemple des automates cellulaires probabilistes : si l'on étudie une version probabiliste du modèle de Greenberg-Hastings, au voisinage du point critique, la densité d'états excités décroît comme une loi de puissance en fonction du temps.